# Mane (mythologie celtique)
Pour les articles homonymes, voir Mane.
Les Mane (ou Maine), dans la mythologie celtique irlandaise, sont des guerriers, fils des souverains du Connaught, la reine Medb et le roi Ailill. Ils apparaissent notamment dans Les Hommes de Medb, ou La Bataille de la Boyne et dans le récit de la Razzia des vaches de Cooley (Táin Bó Cúailnge).

## Mythologie
Mane n’est pas le nom qui leur fut donné à la naissance, mais des noms de guerre pour accomplir une prophétie druidique :
- Feidlimid, devient Mane Aitheamail,
- Cairpri, Mane Maitheamail,
- Eochaid, Mane Andoe,
- Fergus, Mane Tai,
- Ceat, Mane Morgor,
- Sin, Mane Milscothach,
- Daire, Mane Mo Epert.

Lors de l’assemblée de Cluitheamnach où les guerriers d’Irlande préparent la bataille de Findchorad contre le roi d’Ulster Conchobar Mac Nessa, Medb apprend par l’un de ses druides que Conchobar ne pourra être tué que par un guerrier appelé « Mane ». La reine rebaptise donc tous ses fils dans l’espoir que l’un d’eux parviendra à tuer son ennemi. Mais il y a confusion sur la personne, le druide parlait d’un autre Conchobar : le fils d'Arthur, fils de Bruide, fils de Dongal, le fils du roi d'Écosse, qui sera tué par Mane Andoe.
Au début de la Razzia des vaches de Cooley, quand Medb réalise qu’elle ne pourra s’approprier le « Brun de Cúailnge » par la négociation, elle décide d’envahir le royaume d’Ulster, profitant d’une « faiblesse » des Ulates. Elle convoque tous les rois de l’île avec leurs armées et fait appel à ses fils, les Manes.
Le Livre de Leinster ne répertorie que six Mane. Selon Alain Deniel (voir section sources), il se peut qu'il s'agisse d'une erreur de transcription, Mane Andoe et Mane Mo Epert n'étant qu'un seul personnage et même personnage.

## Sources
- La Rafle des vaches de Cooley, récit celtique irlandais traduit de l'irlandais, présenté et annoté par Alain Deniel, L’Harmattan, Paris, 1997,  (ISBN 2-7384-5250-7)
- Celtic links : Les Hommes de Medb ou la Bataille de la Boyne